# Ceropegia foliosa
Ceropegia foliosa là một loài thực vật có hoa trong họ La bố ma. Loài này được Bruyns mô tả khoa học đầu tiên năm 1988.